# Itaipava Arena Pernambuco
Itaipava Arena Pernambuco er et fodboldstadion i São Lourenço da Mata i Recife-regionen i delstaten Pernambuco i Brasilien. Stadionet er hjemmebane for Náutico. Stadionet er det østligste af de tolv stadion, som er valgt ud til VM i fodbold 2014. 
Bygningen af stadionet blev påbegyndt i 2010 og var færdigt i april 2013. Det var ikke noget stadion i området tidligere. Det er plads til 46 000 tilskuere, og tilskuerne sidder på det nærmeste 11 meter fra banen. Udgifterne kom totalt op på R$ 532 millioner (omtrent 1,4 milliarder norske kroner). Stadion er sponseret af bryggeriet Itaipava, deraf navnet.
Stadion blev desuden brugt til FIFA Confederations Cup 2013 til tre gruppekampe. 